# Армата (футбольный клуб)
«Армата» — румынский футбольный клуб, который базировался в городе Тыргу-Муреш, в центральной части Румынии. Он был основан в 1962 году и вскоре стал одним из лучших коллективов страны. Клуб был расформирован в 2005 году.

## История
«Армата» была основана в 1962 году и в августе 1964 года объединилась с «Мурешулом».
Лучшим результатом клуба было второе место в высшей румынской лиге по итогам сезона 1974/75. Он участвовал в трёх розыгрышах Кубка УЕФА, но трижды выбывал в первом раунде: в сезоне 1975/76 — от «Динамо Дрезден», в сезоне 1976/77 — от «Динамо Загреб» и в сезоне 1977/78 — от «АЕК Афины». Команда показала гораздо лучшие результаты на Балканском кубке 1973 года, когда дошла до финала, но проиграла софийскому «Локомотиву».
С 1962 по 1989 год клуб провёл 20 сезонов в Лиге I, а остальные — в Лиге II. В период с 1990 по 2002 год он провёл один сезон в Лиге I (1991/92), а остальные — в Лиге II. В конце сезона 2001/02 клуб впервые в своей истории перешёл в Лигу III и вскоре в 2005 году был расформирован.
После расформирования клуба в 2005 году в городе был основан другой клуб под названием «Тыргу-Муреш».
Самым известным игроком клуба был Ласло Бёлёни. Он сыграл 406 матчей и забил 64 гола за «Армату». Позже он выиграл Кубок европейских чемпионов 1985/86 со «Стяуа». Он тренировал сборную Румынии, французские «Нанси», «Ренн» и «Монако», португальский клуб «Спортинг» и бельгийский «Стандард Льеж».
Ещё одним известным игроком была Флореа Испир. Он сыграл 485 матчей в Лиге I за «Армату» и забил 2 гола. Он занимает третье место среди игроков с наибольшим количеством матчей в Лиге I.